# Enicospilus oculator
Enicospilus oculator là một loài tò vò trong họ Ichneumonidae.